# Draupnir
Draupnir (altnordisch Draupnir ‚der Tröpfler‘) ist in der nordischen Mythologie der Zauberring Odins, von dem in jeder neunten Nacht acht gleich schwere Ringe abtropfen. Der Zwerg Sindri schuf ihn gemeinsam mit seinem Bruder Brokkr. Der Ring wurde von den beiden zusammen mit dem goldenen Eber Freyrs, Gullinborsti, und dem Hammer Thors, Mjölnir, geschmiedet anlässlich einer Wette Lokis mit den Zwergen, die in der jüngeren Edda im Skáldskaparmál beschrieben ist.
Draupnir ist ein Symbol für Reichtum und Überfluss, aber auch für wiederkehrende Fruchtbarkeit. Odin warf den Ring in das Bestattungsfeuer seines Sohnes Balder, Hermod brachte den Ring von seiner Unterweltreise zur Hel wieder zu Odin zurück.